# Комар Володимир Степанович
Володи́мир Степа́нович Кома́р (нар. 21 травня 1956, м. Гусятин, Гусятинського району, Тернопільської області) — Заслужений лікар України, кандидат медичних наук, лікар вищої категорії по організації і управлінню охороною здоров’я,  лікар вищої категорії по дерматології, полковник медичної служби запасу, магістр державного управління, громадський діяч, заслужений працівник профспілок України, професор Міжнародної кадрової академії (2013), депутат Яворівської районної ради Львівської області 2-х скликань, депутат Немирівської селищної ради 3-х скликань, генерал-лейтенант Львівського обласного козацького товариства Міжнародної Асоціації «Козацтво», Голова Ради Старійшин, Герой козацтва України.

## Життєпис
У 1973 році закінчив Мельниця-Подільську середню школу Борщівського району Тернопільської області. 1974—1976 — служба в армії. У 1983 закінчив Івано-Франківський медичний інститут (нині Івано-Франківський національний медичний університет), у 2001 році — Львівську філію Української Академії державного управління при Президентові України (нині Львівський регіональний інститут державного управління Національної академії державного управління при Президентові України).
У 1984 році проходив інтернатуру, після закінчення працював лікарем-ординатором, завідувачем відділення (1985—1986) санаторію «Немирів» (смт Немирів Яворівського району Львівської області), з 1986 до 2016 — головний лікар санаторію «Немирів». З 2016 — асистент кафедри громадського здоров'я Львівського національного медичного університету імені Данила Галицького.

## Володіння мовами
Українська, російська, білоруська, польська, англійська (зі словником).

## Сім’я
Батько — Комар Степан Омелянович (1932 — 1991), лікар, завідувач терапевтичним відділом, начмед Мельниця-Подільської номерної районної клінічної лікарні. Мати — Комар Ганна Дмитрівна (1933 — 1992), завідувачка Мельниця-Подільським комбінатом громадського харчування. Дружина — Комар Галина Северинівна (1959), лікар функціональної діагностики. Дочка - Комар Лілія Володимирівна, лікар радіолог.

## Доробок
Автор більше 60 наукових статей, монографії «Лікувальні фактори санаторію «Немирів» (Львів : Тріада плюс, 2014. — 157 с.), двох винаходів і однієї раціоналізаторські пропозиції щодо лікування шкірних захворювань сірководневими ванними (1987). Захистив кандидатську дисертацію на тему: «Медико-соціальне обгрунтування моделі відновного лікування населення з хворобами шкіри та підшкірної клітковини». Автор книги «Історія містечка Немирів і його однойменного санаторію» (Львів : Тріада плюс, 2014. — 324 с. : іл.).

## Церковні нагороди
- орден Покрови Пресвятої Богородиці (2012)
- грамота капелана Прикарпатської Січі Українського Козацтва (о. Михайло Низкогуз, 2012)
- орден Христа Спасителя (2010)
- подяка від Львівської архиєпархії УГКЦ (архиєпископ Ігор Вознюк, 2008)
- орден Святого Рівноапостольного князя Володимира Великого III ступеня (2007)
- орден Юрія Побідоносця (2007)
- орден Святого Миколая Чудотворця (2006)
- подяка від церкви с. Салаші (о. Федір Дубей, 2003)

## Нагороди: державні, відомчі, громадських організацій
- грамота Верховної Ради України «За заслуги перед Українським народом» (2014)
- почесна відзнака «Трудова слава» (2014)
- медаль «Ветеран праці» (2014)
- медаль імені Степана Бандери (2013)
- золотий орден «Взірець професіоналізму» (2013)
- орден «За заслуги перед Вітчизною» (2013)
- нагрудний знак «Бізнес потенціал» (2012)
- золота зірка Героя козацтва України (2012)
- відзнака «20 років незалежності України» (2011)
- почесний знак «За розвиток соціального партнерства» (2011)
- почесне звання «Кращий керівник року» в номінації «Лідери XXI століття» (2010)
- медаль «За сприяння охорони державного кордону України» (2009)
- лауреат всеукраїнського рейтингу «Особистість року» (2009)
- звання «Лицар Вітчизни» з врученням «Золотого хреста честі та звитяги» та іменної зброї шаблі (2009)
- почесна відзнака військово-спортивної організації «Січ» (2008)
- нагрудний знак «Профспілкова відзнака» (2008)
- почесний нагрудний знак «65 років 13-му армійському корпусу» (2006)
- відзнака I ступеня ЗАТ «Укрпрофоздоровниця» (2006)
- диплом міжнародного академічного рейтингу популярності та якості «Золота Фортуна» (2006)
- грамота Яворівської районної ради Львівської області (2006)
- відзнака «За трудові досягнення» IV ступеня Міжнародного академічного рейтингу «Золота Фортуна» (2005)
- почесний знак «Топ менеджер України» (2005)
- почесний знак «Ділова людина України» (2005)
- орден «За трудові досягнення» (2005)
- пам'ятний нагрудний знак «60 років Західному оперативному командуванню» (2005)
- відзнака II ступеня ЗАТ «Укрпрофоздоровниця» (2004)
- лауреат всеукраїнського конкурсу «Діловий імідж України» (2003)
- медаль «Незалежність України» (2003)
- відзнака III ступеня ЗАТ «Укрпрофоздоровниця» (2002)
- почесний орден «Морський хрест» (1997)
- почесна грамота Президії Профспілок України (1996)
- заслужений лікар України (1996)
- нагрудний знак II ступеня «Відмінний прикордонник» (1995)

- орден «Лицар вітчизни» (1994)
- грамота Кабінету міністрів Української РСР (1990)
- грамота Львівської обласної ради (1989)
- грамота Прикарпатської територіальної ради Управління курортами профспілок Української РСР (1988)